# Flechas y Pelayos
Flechas y Pelayos va ser una revista infantil vinculada a la Falange Española Tradicionalista y de las JONS, publicada per primera vegada l'11 de desembre de 1938 al fusionar-se les revistes Flechas, publicada per la Falange Española, i Pelayos de la Comunió Tradicionalista Carlista, ambdues revistes dirigides a les seccions juvenils d'aquelles organitzacions, anomenades Flechas i Pelayos respectivament. La revista depenia del Frente de Juventudes i va ser dirigida pel monjo Justo Pérez de Urbel.
Flechas y Pelayos va publicar-se setmanalment des de 1938 fins a 1949, any del seu tancament, publicant-se 536 números i 11 almanacs. Al seu interior, hi trobem tant historietes de còmic com textos dirigits als infants, si bé en molts d'aquestos textos hi ha oculta propaganda feixista. Malgrat tot, a les seus pàgines podem trobar col·laboracions de gran qualitat com la sèrie Sherlock López y Watso de Leche, de Gabi, que de fet posteriorment va ser publicada a la revista Trinca o fins i tot a alguna revista de l'Editorial Bruguera. Entre els textos, cal destacar les col·laboracions de Gloria Fuertes. La publicació comptava amb un suplement anomenat Maravillas.